# Trentepohlia amantis
Trentepohlia amantis är en tvåvingeart som beskrevs av Alexander 1956. Trentepohlia amantis ingår i släktet Trentepohlia och familjen småharkrankar. Inga underarter finns listade i Catalogue of Life.